# Musée du Petit Prince de Saint-Exupéry à Hakone
Le musée du Petit Prince de Saint-Exupéry se trouve à Hakone, à l'ouest de Tokyo au Japon. C'est un musée et un parc thématique basé sur l’œuvre Le Petit Prince et sur la vie de son auteur, Antoine de Saint-Exupéry. Ce musée de 10 000 mètres carrés a été fondé par madame Akiko Torii et a ouvert le 29 juin 1999, le jour de l'anniversaire de Saint-Exupéry. Madame Akiko Torii a découvert Le Petit Prince quand elle était enfant et est une fervente admiratrice de l'écrivain.
Le musée appartient aujourd'hui au groupe TBS (Tokyo Broadcasting System).

## Le parc

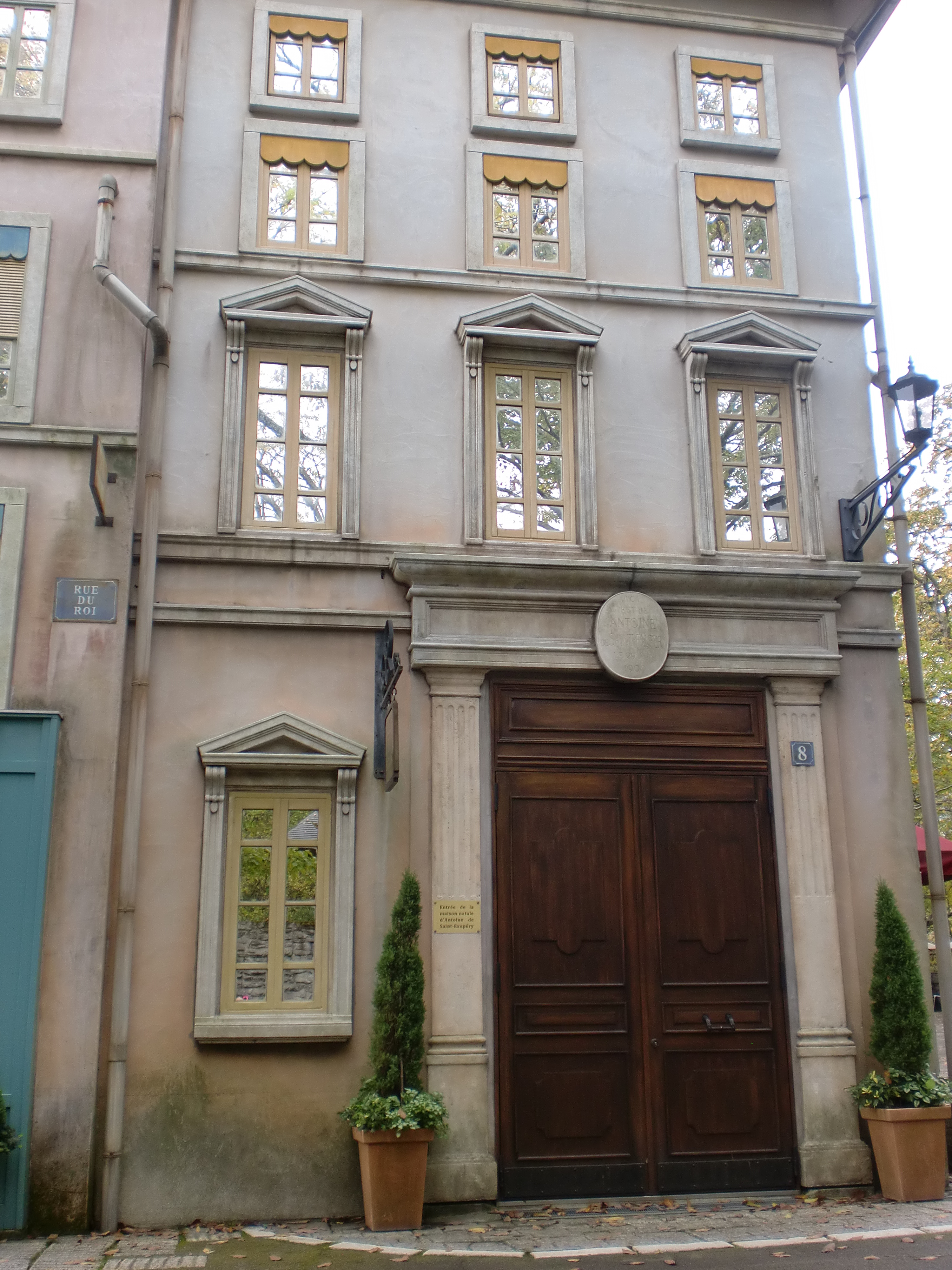
Réplique de la maison natale de Saint-Exupéry à Lyon.

L'entrée du parc est une réplique du portail du château de Saint-Maurice-de-Rémens où Saint-Exupéry a passé une grande partie de son enfance. À l'entrée du parc on peut voir une statue du petit prince sur sa planète. Dans le parc se trouvent des reproductions de lieux importants de la vie de l'auteur. On y trouve notamment, une reproduction de la façade de la maison de Lyon où Saint-Exupéry est né en 1900 et une reconstitution à l'échelle réelle de la façade du château de Saint-Maurice-de-Rémens. Les visiteurs se promènent à travers une reconstitution de villes de France traditionnelles. Le parc est constitué de rues provençales typiques où on aperçoit des magasins, un hôtel ou encore une banque, mais aussi de rues de Lyon dans les années 1900. Des visites guidées gratuites de 15 minutes (en japonais) sont organisées plusieurs fois par jour.

## Salle d'exposition
La salle d'exposition regroupe une importante collection de photographies et de documents retraçant la vie de Saint-Exupéry. Dans cette partie du musée, il est interdit de prendre des photos ou des vidéos.

### Photographies et documents
On trouve dans cette partie du musée une multitude de photographies retraçant la vie d'Antoine de Saint-Exupéry, de sa naissance en 1900 jusqu'à sa disparition en 1944. L'exposition commence par des photographies de lui enfant, de ses parents, de ses frères et sœurs et d'autres membres de sa famille. Les évènements les plus importants de sa vie sont racontés en photos : ses débuts d'aviateur, son séjour au Maroc, sa période d'aviateur pour l'Aéropostale, son séjour en Argentine, son mariage avec Consuelo de Saint-Exupéry et son exil à New York.
Les visiteurs peuvent aussi découvrir des lettres manuscrites où Saint-Exupéry s'adresse à sa mère, ainsi que des illustrations originales pour son œuvre Le Petit Prince. On peut également écouter un enregistrement de la voix de Saint-Exupéry où il s'adresse à son ami Jean Renoir sur l'adaptation du roman Terre des hommes au cinéma.

### Décors
Au fur et à mesure que les visiteurs avancent dans la salle d'exposition, l'aménagement et le décor changent en fonction des évènements de la vie de l'écrivain et des lieux où il a séjourné. Au début de l'exposition, dans la partie qui raconte son enfance, le décor ressemble à l'intérieur de la maison de Lyon où Saint-Exupéry est né. Ensuite, au fil de la visite, les murs changent et on se retrouve tour à tour dans l'ambiance d'une ville du sud du Maroc, à Buenos Aires, à Paris ou à New York.

### Chambres
Quatre chambres ou pièces qui ont été importantes dans la vie de l'aviateur et auteur sont reconstruites dans le musée. Dans ces chambres, Saint-Exupéry a écrit ses œuvres les plus connues.
- La chambre d'enfance de Saint-Exupéry dans le château de Saint-Maurice-de-Rémens avec ses jouets.
- La chambre de Saint-Exupéry à Cap Juby, au sud du Maroc. C'est dans cette chambre qu'il écrit son premier roman, Courrier sud.
- Son bureau d'Aéropostale à Buenos Aires où il écrit son deuxième roman, Vol de nuit.
- La chambre de son appartement au 26e étage du 240 Central Park South à New York. C'est ici qu'il écrit Le Petit Prince.

### Avion de l'Aéropostale
Un avion de l'Aéropostale est reproduit et mis en exposition au musée. Les visiteurs doivent entrer dans l'avion et le traverser pour continuer le cours de l'exposition. Cet avion est une copie de celui que pilotait Saint-Exupéry lorsqu'il travaillait pour l'Aéropostale.

### Éditions du livreLe Petit Prince
La partie finale de la salle d'exposition est consacrée aux nombreuses éditions du livre Le Petit Prince en différentes langues internationales mais aussi régionales. Sont exposées ici certaines éditions comme Lo Pti Prims en créole, Lou Pichot Prince en provençal ou Lo Princilhon en langue d'oc.

## Théâtre du Petit Prince

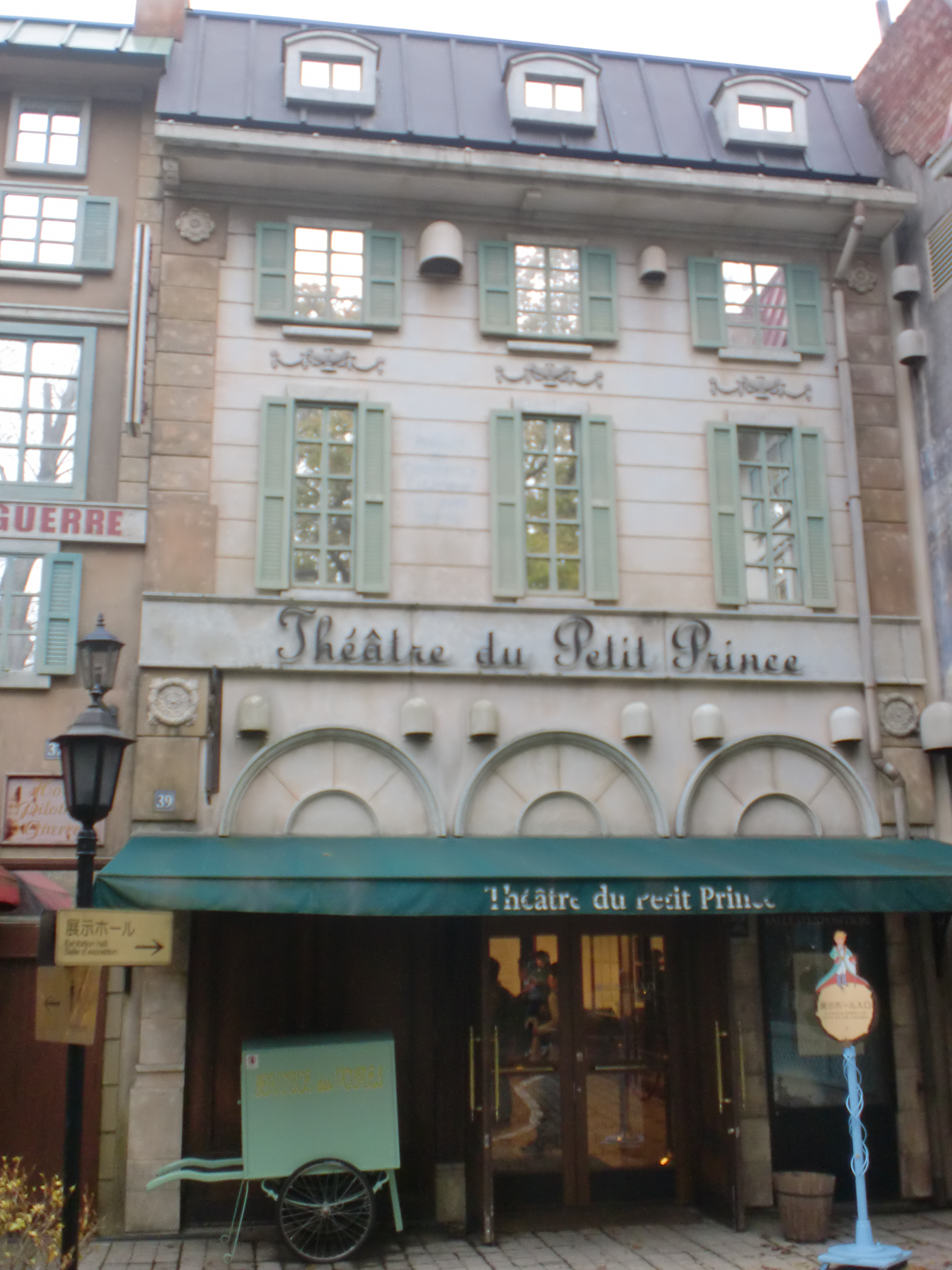
Théâtre du Petit Prince

Le Théâtre du Petit Prince est une salle de projection où les visiteurs peuvent regarder un film de dessins animés de 25 minutes. Ce film résume l'histoire racontée dans le livre Le Petit Prince. Les personnages symboliques de l’œuvre, comme l'aviateur, le Petit Prince, la rose, le serpent ou encore le renard, apparaissent dans ce court métrage.

## RestaurantLe Petit Prince

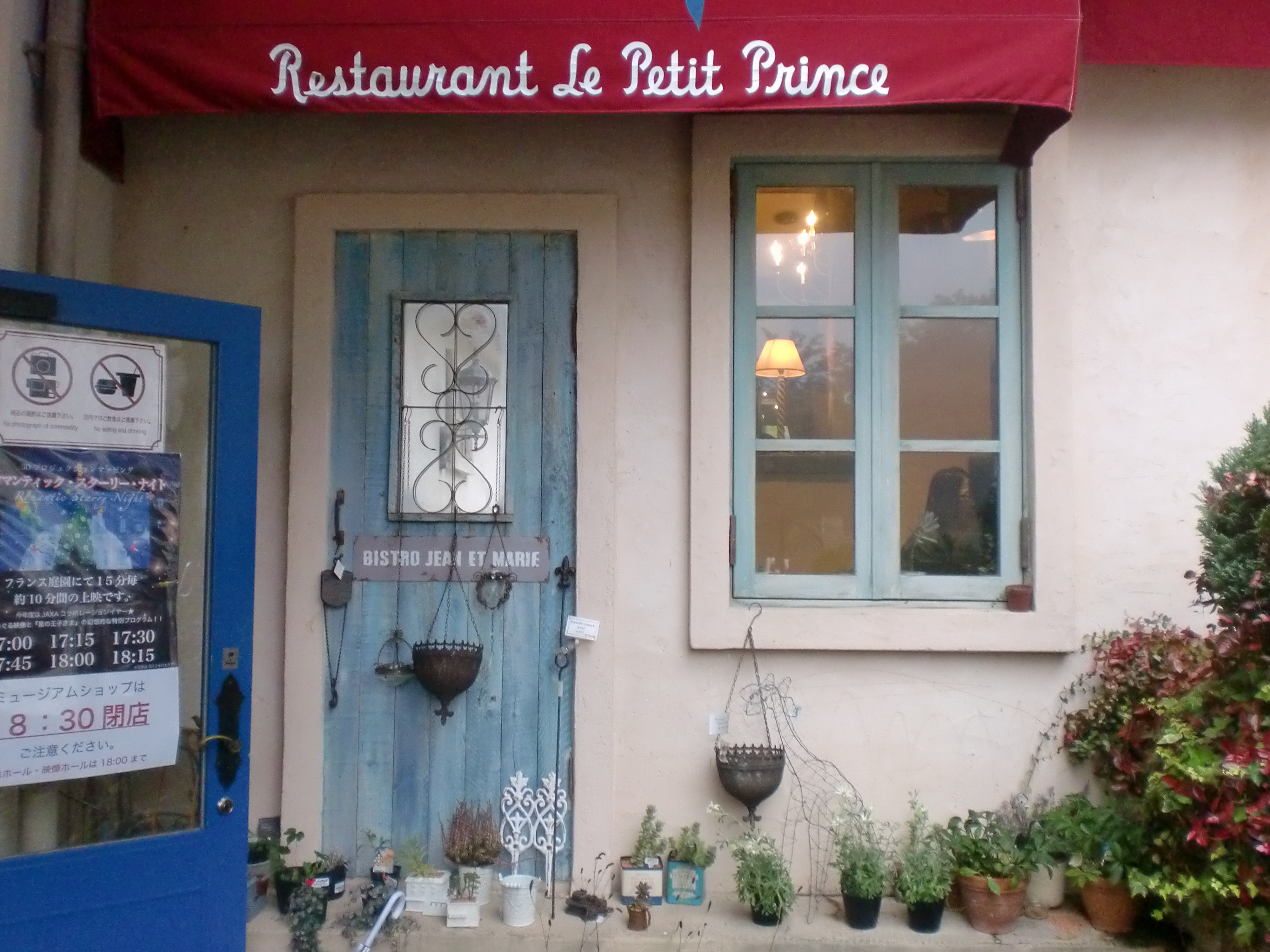
Restaurant Le Petit Prince.

Le restaurant Le Petit Prince propose des plats français comme le confit de canard ou la fricassée de poulet. La décoration du restaurant est inspirée de la Provence. Ce restaurant est ouvert de 10:00 à 18:00 et il est possible d'y accéder sans avoir acheté un ticket d'entrée pour le musée.

## CaféLe Saint-Germain-des-Prés

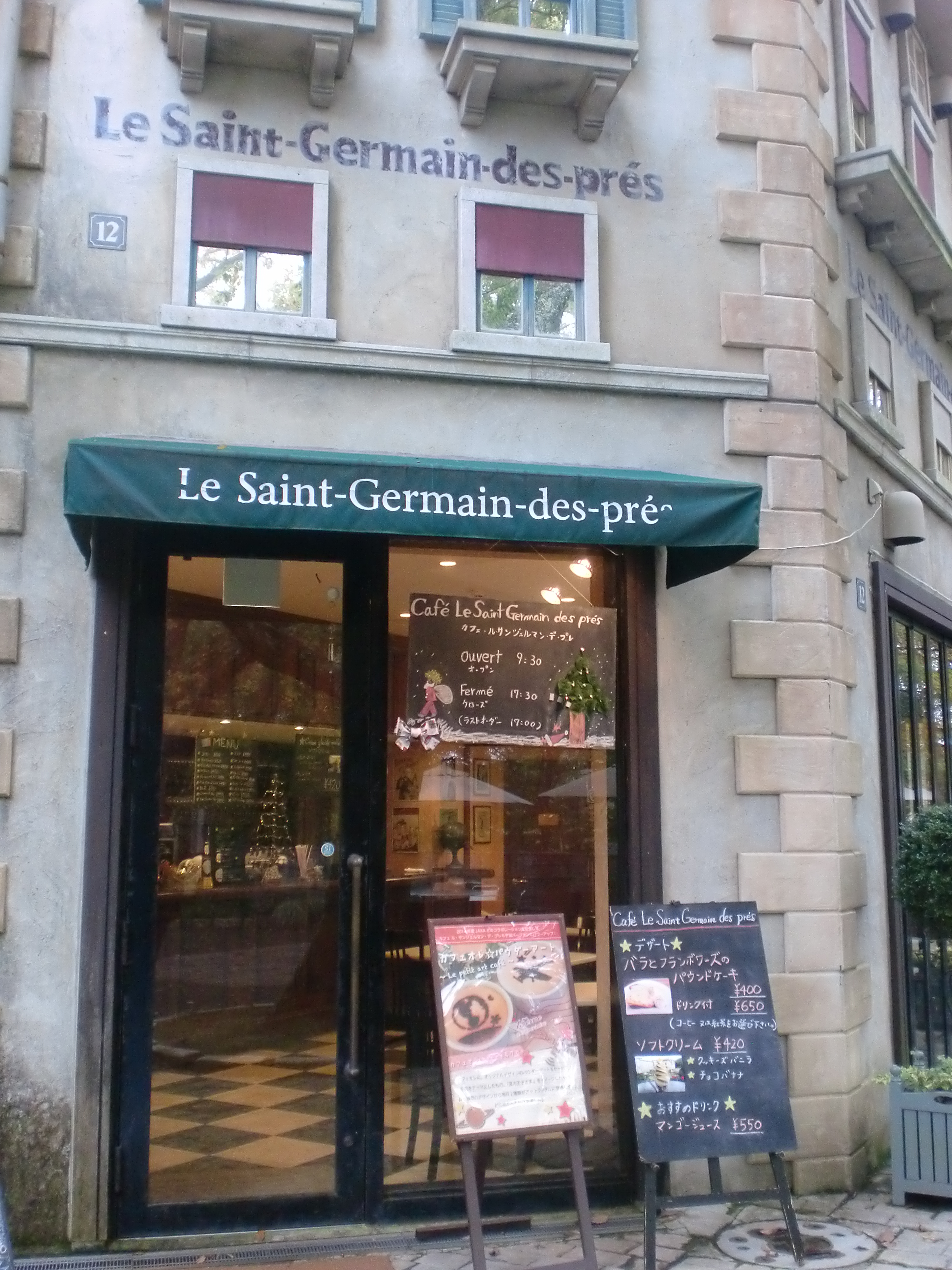
Café Le Saint-Germain-des-Prés.

Ce café a été construit et décoré à l'image du café préféré de Saint-Exupéry à Paris, la brasserie Lipp à Saint-Germain-des-Prés. Le café, ouvert de 9:30 à 17:30, propose des boissons comme du café, du thé, du vin, des jus ou encore du cidre sans alcool (Pommillon ou Pépinelle).

## Chapelle

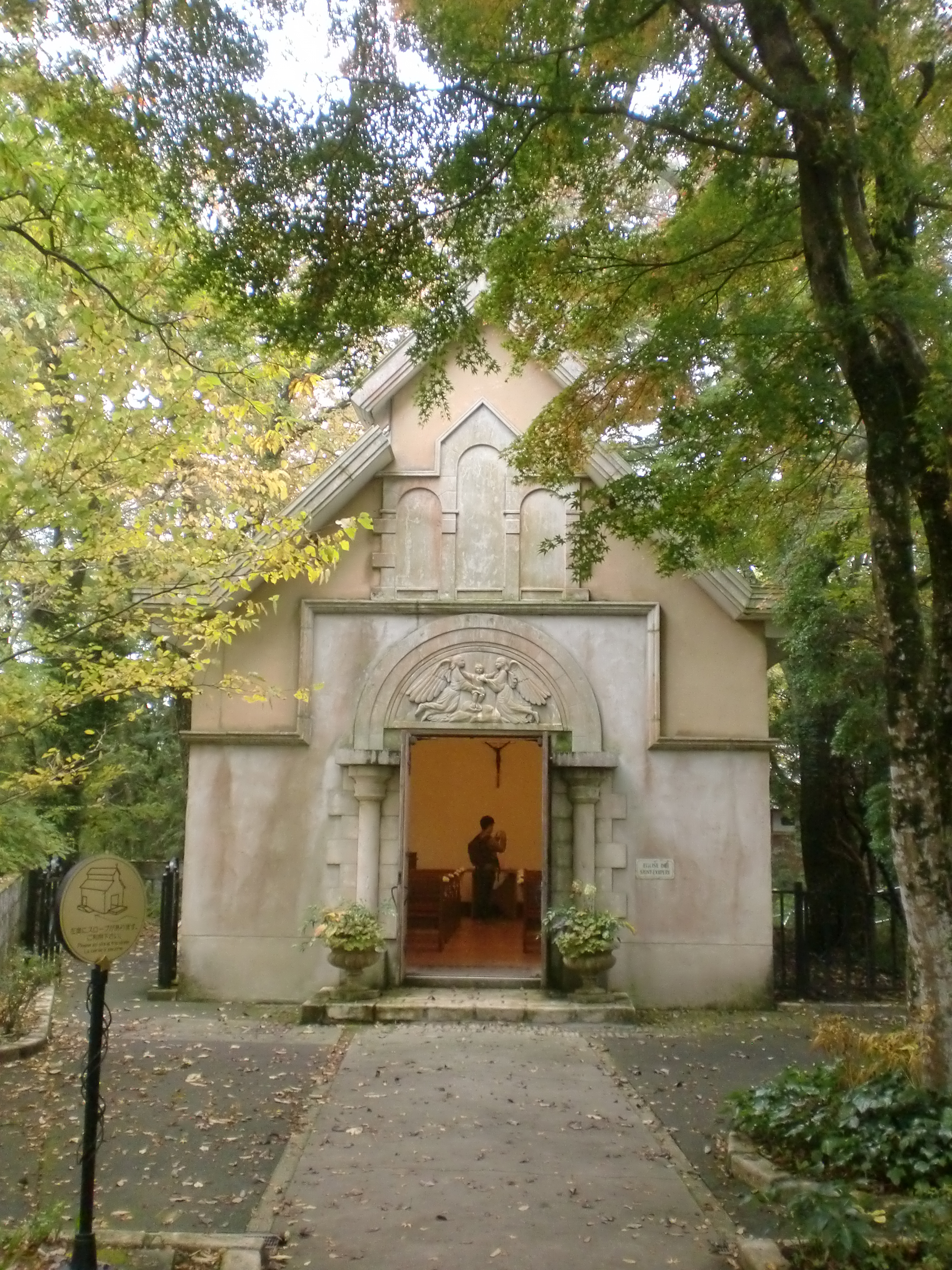
Chapelle - Musée du Petit Prince de Saint-Exupéry à Hakone.

Au fond du parc se trouve une chapelle qui est la reproduction d'une chapelle proche du château de Saint-Maurice-de-Rémens. À l'intérieur de la chapelle, les murs sont jaune clair avec des étoiles blanches. Au centre se trouve un vitrail sur lequel on peut voir des motifs représentant le renard et la rose.

## BoutiqueCinq Cent Millions de Grelots
La boutique du musée s'appelle Cinq Cent Millions de Grelot, en référence à la dernière scène du livre Le Petit Prince. Cette boutique propose la plus large sélection de produits dérivés de l’œuvre de Saint-Exupéry au Japon.

## Transports et accès
Il est possible de se rendre au musée à partir de Tokyo en utilisant les transports en commun. À la gare de Shinjuku, le train de la compagnie Odakyū permet de se rendre à la gare de Hakone-Yumoto. Le trajet de Shinjuku à Hakone Yumoto est d'environ 1h30. Ensuite, on peut prendre le bus du réseau Hakone Tozan de la gare de Hakone-Yumoto jusqu'à l'arrêt Kawamukai Museum of The Little Prince. Le trajet en bus est d'environ 30 minutes.

## Galerie

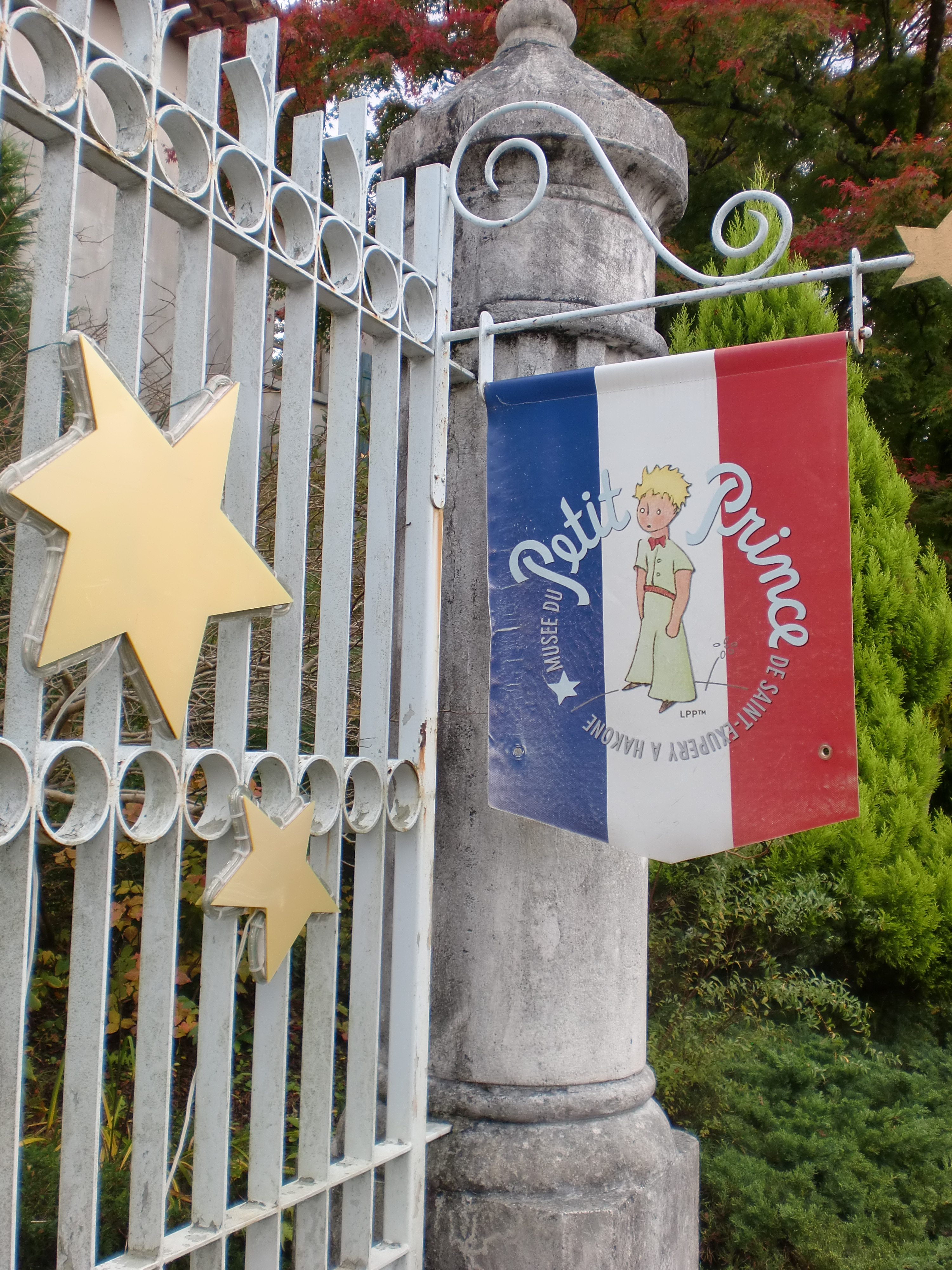
Entrée du Musée du Petit Prince à Hakone.
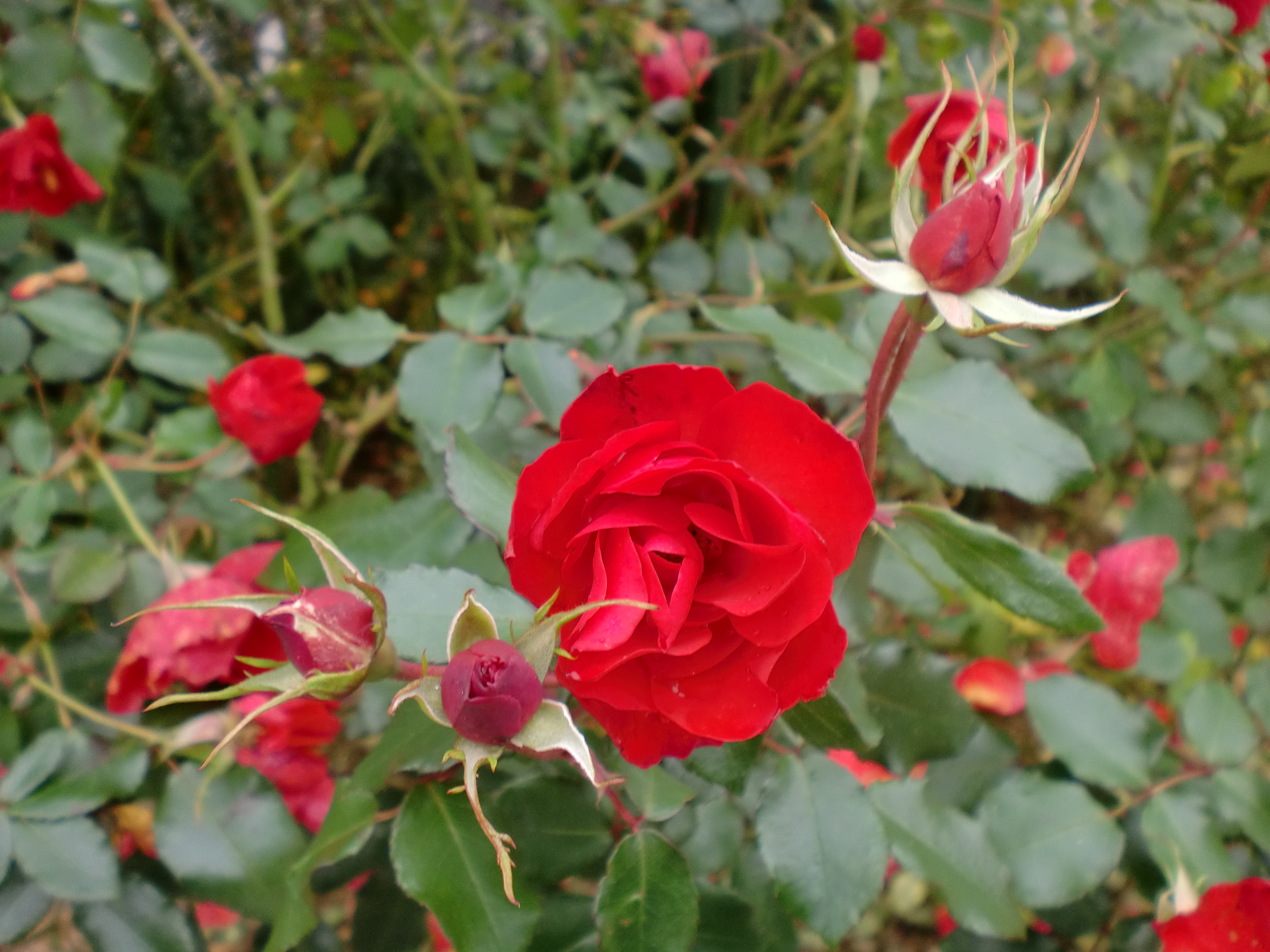
La rose.
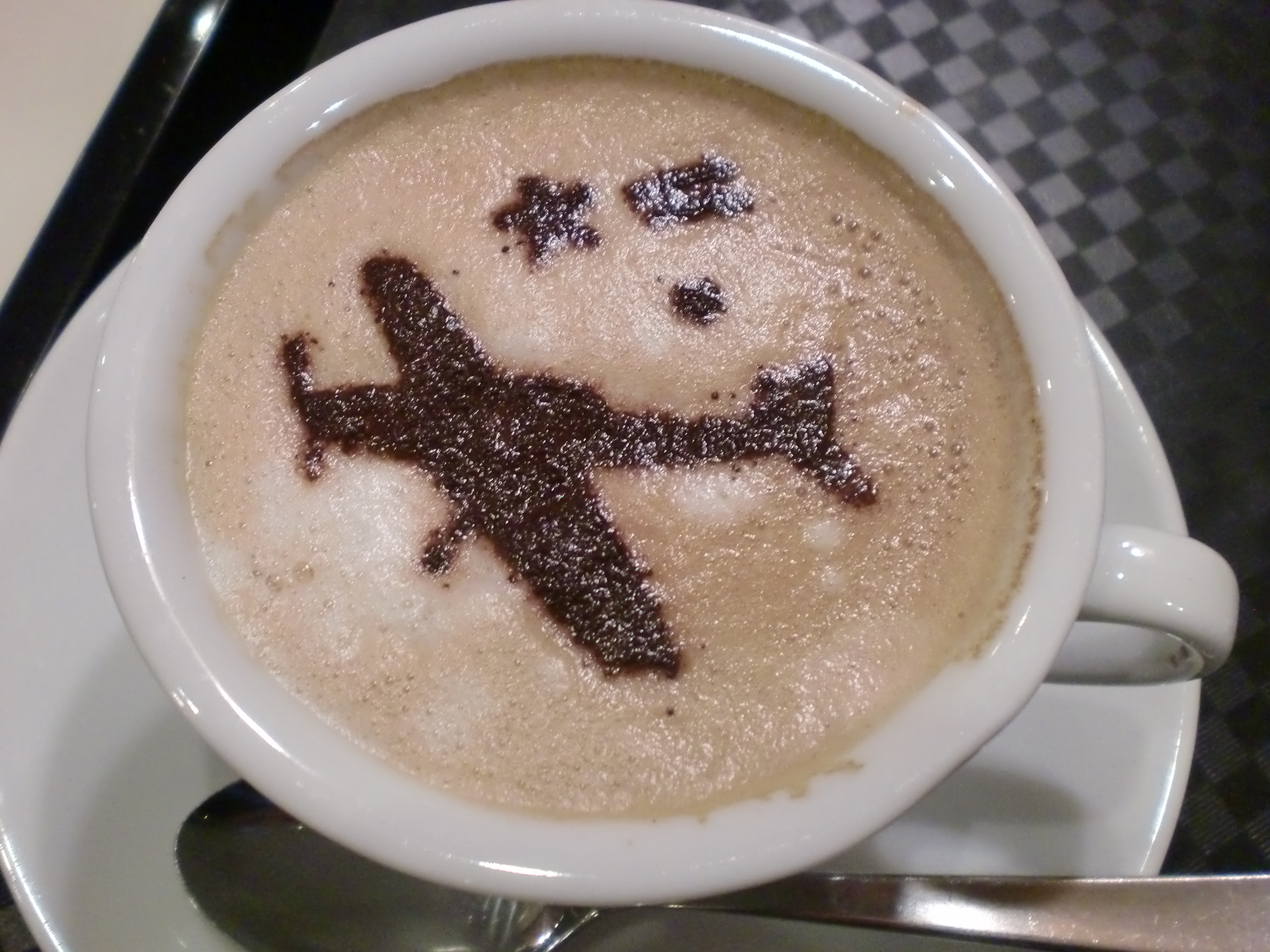
Café Le Saint-Germain-des-Prés.
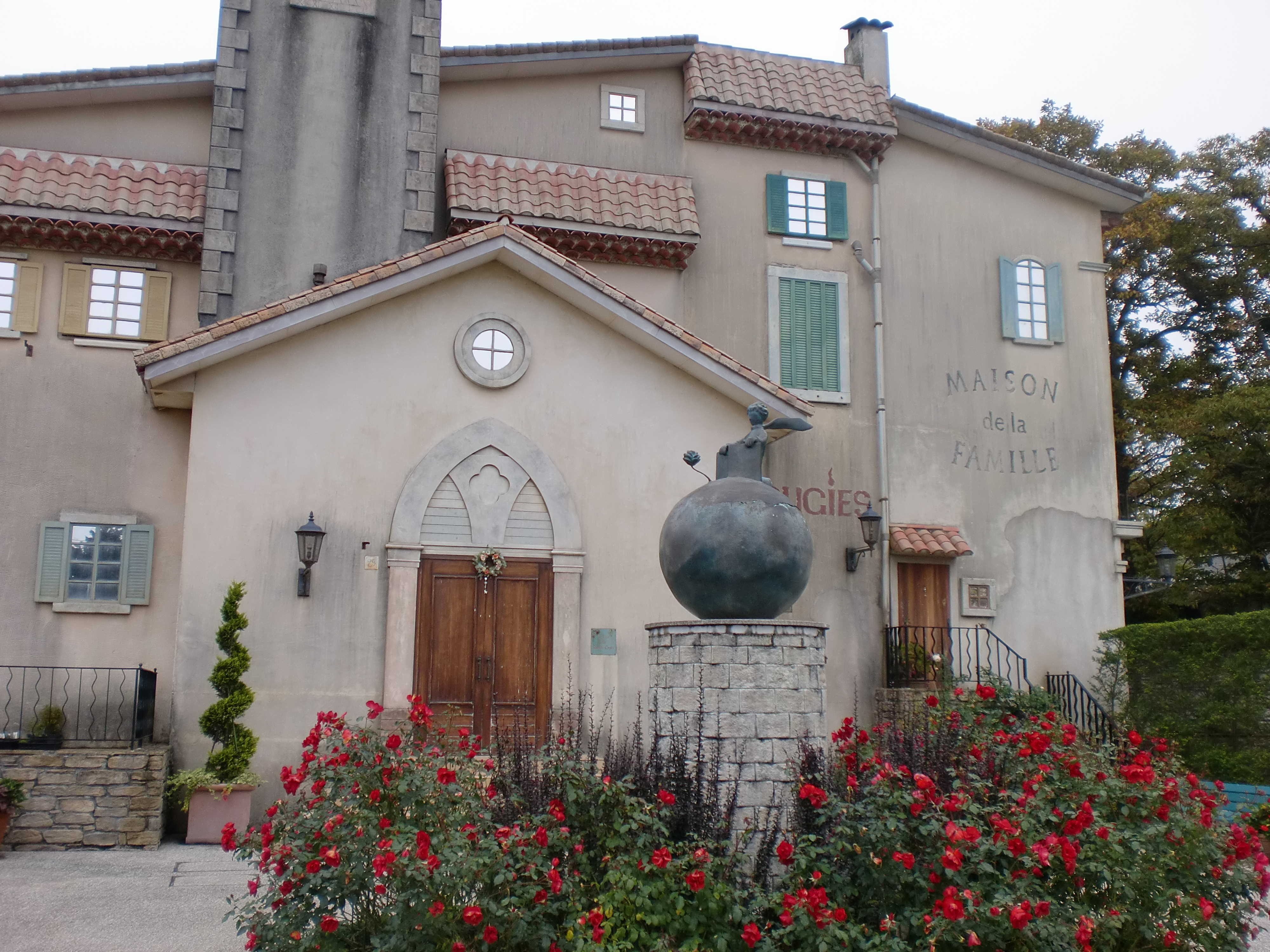
Quartier provençal.
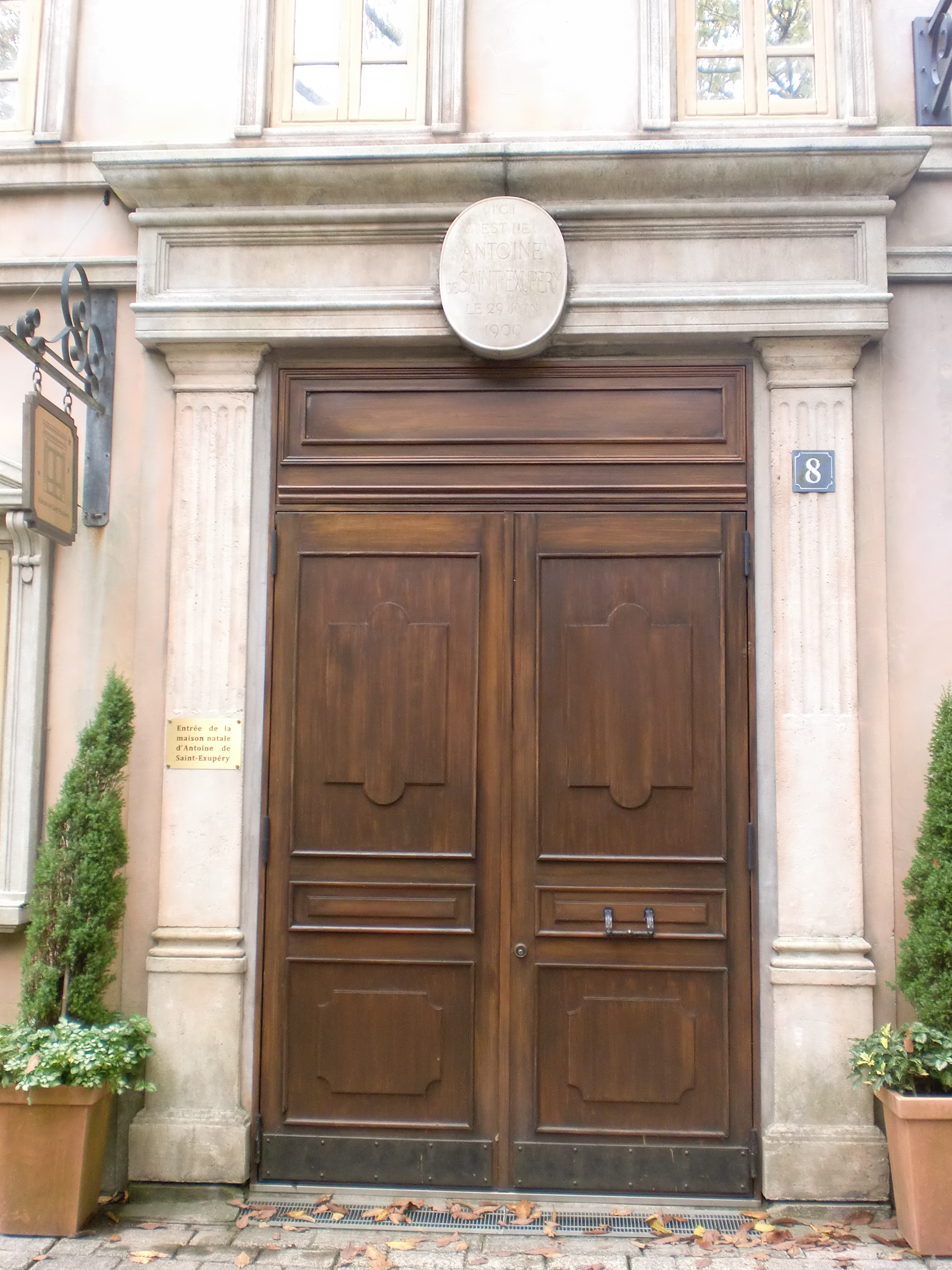
Maison natale de Saint-Exupéry à Lyon.
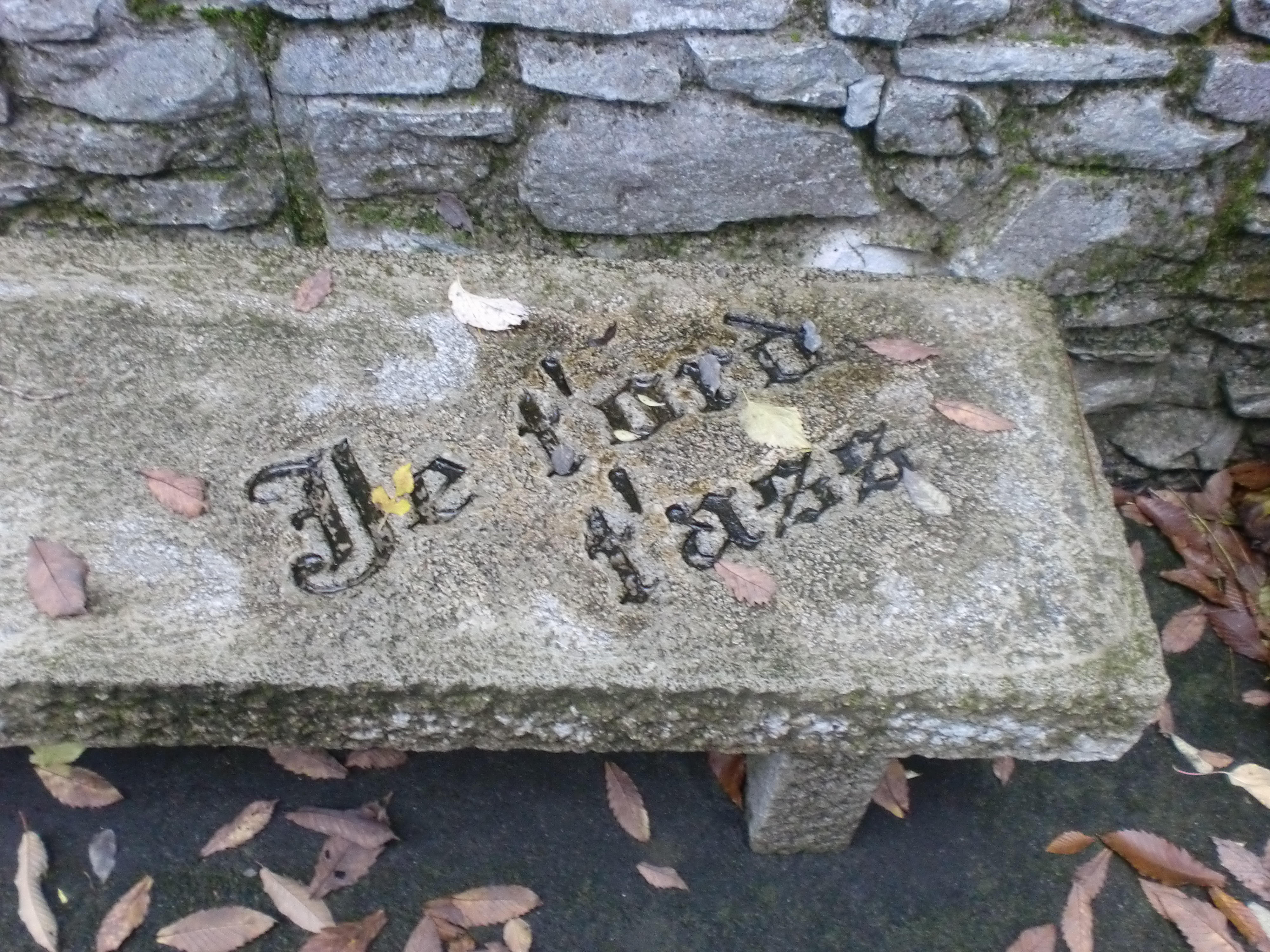
Détail sur un banc.
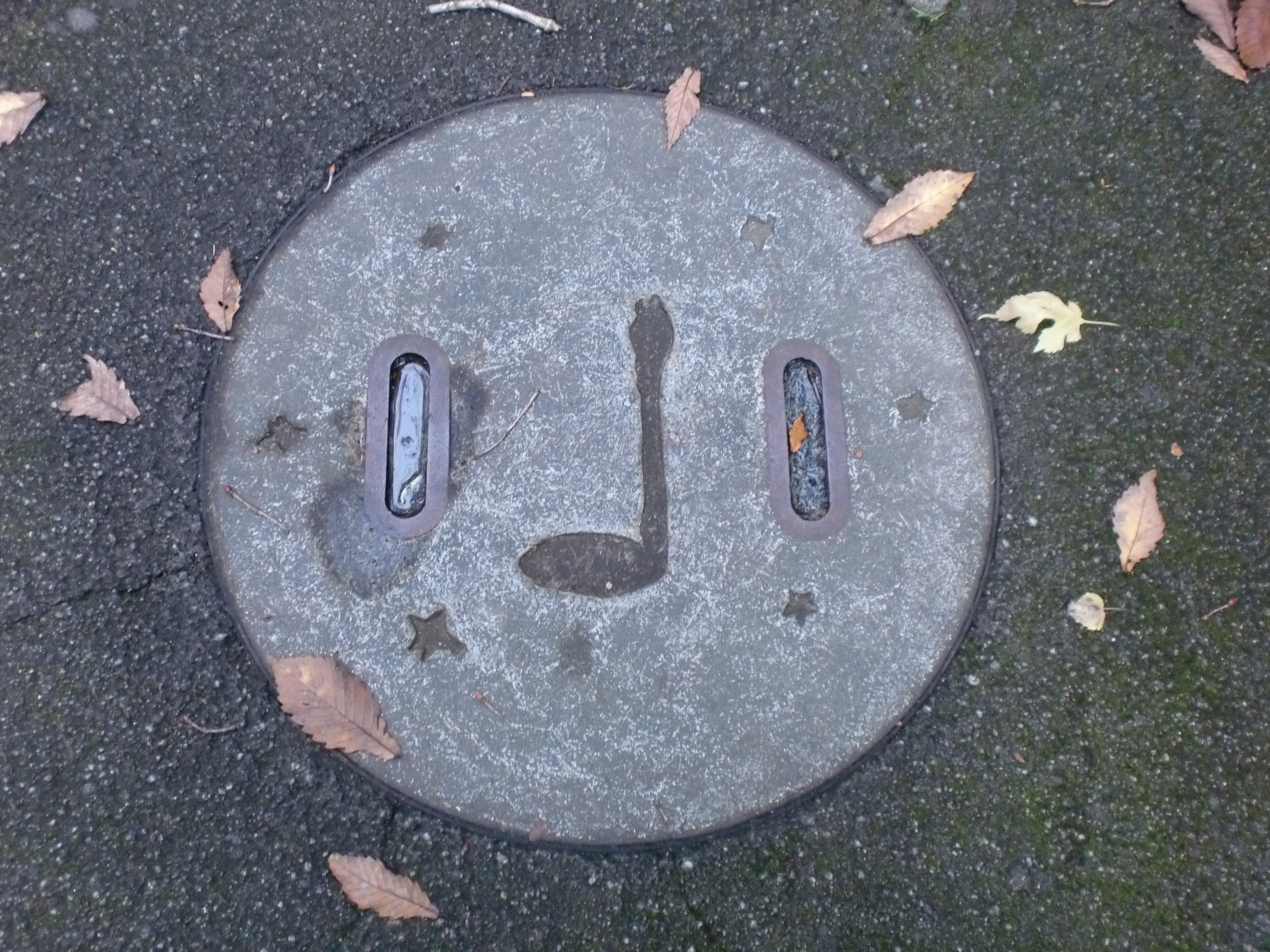
Le serpent.
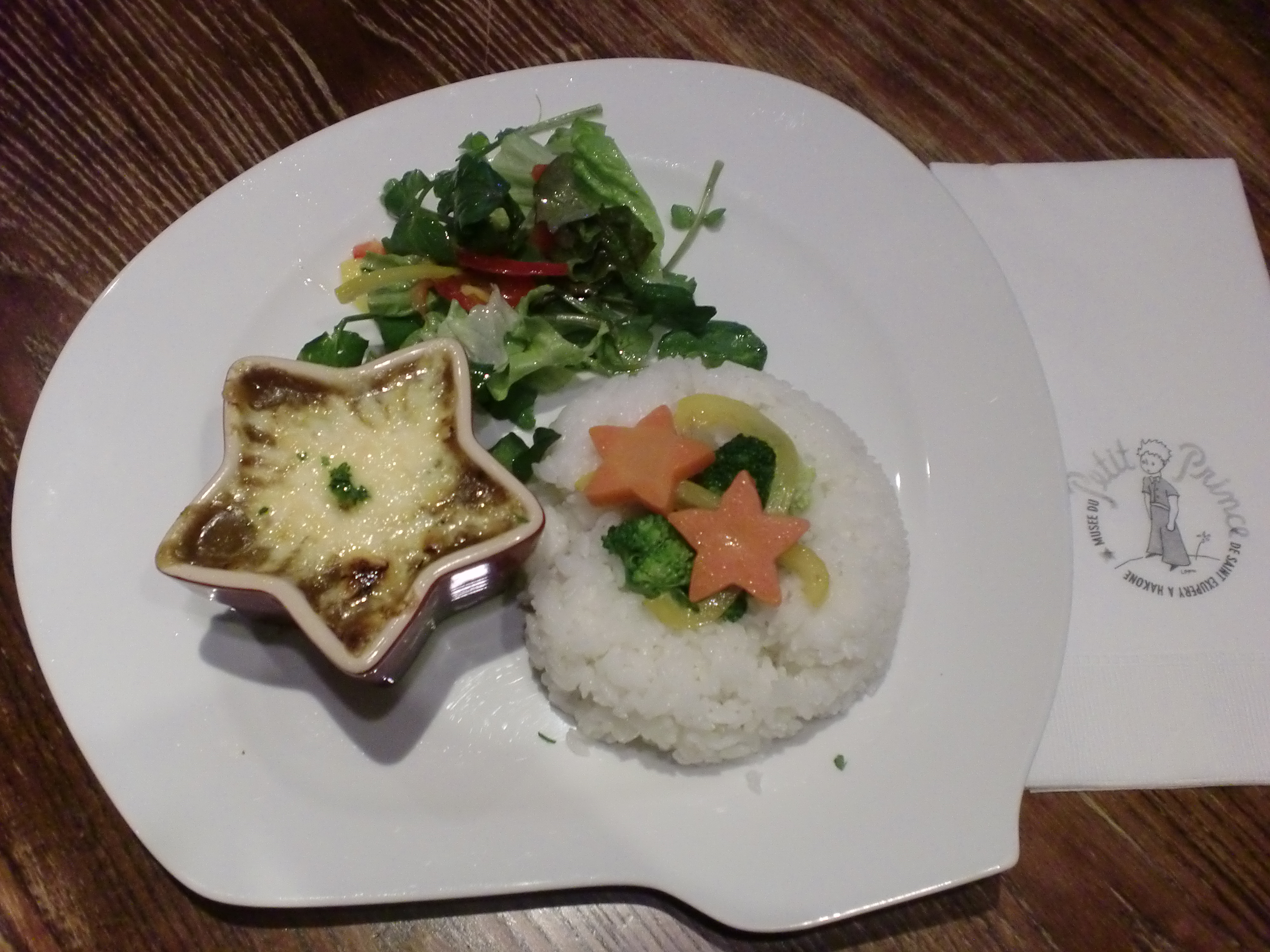
Restaurant Le Petit Prince.
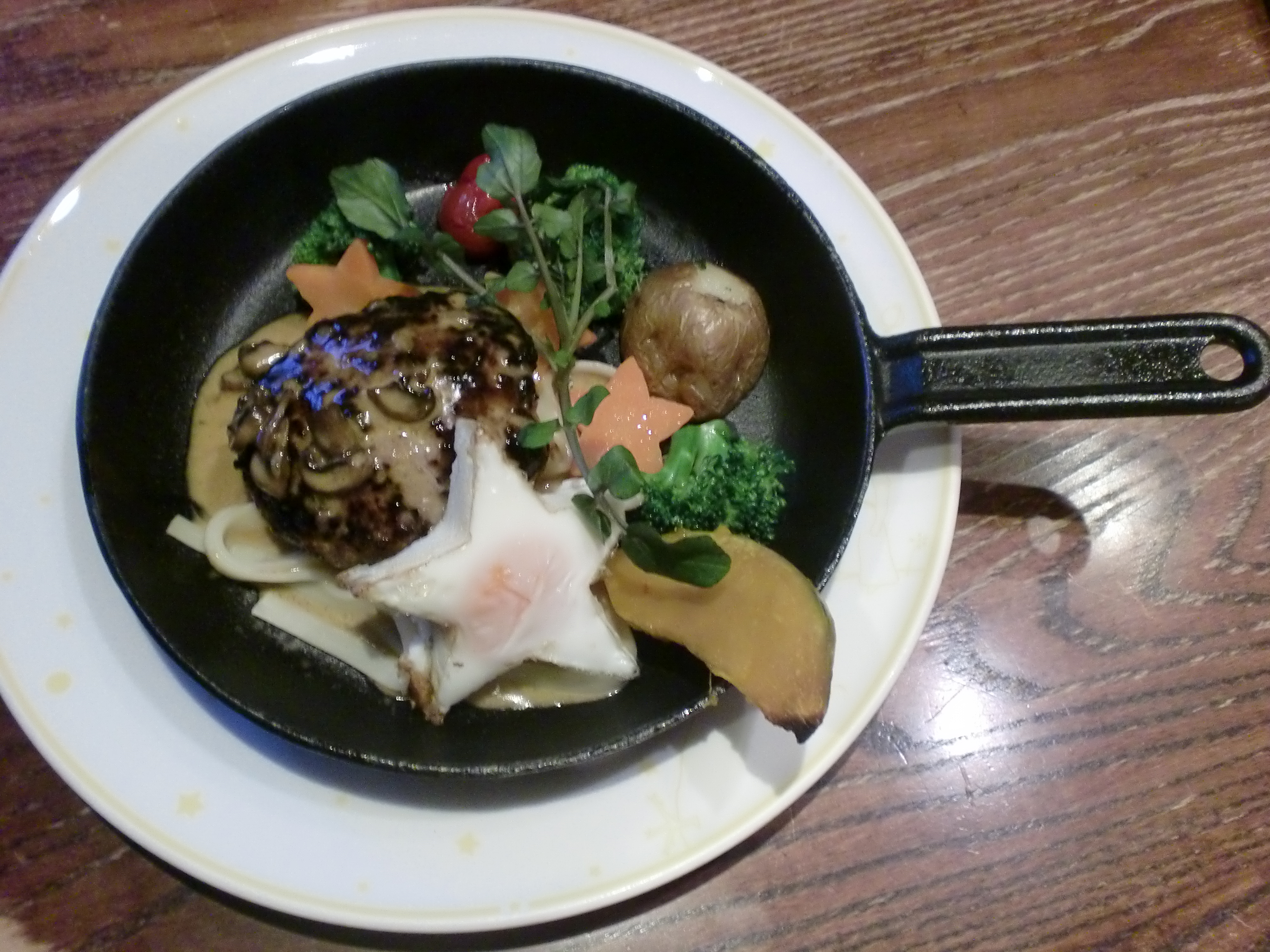
Restaurant Le Petit Prince.
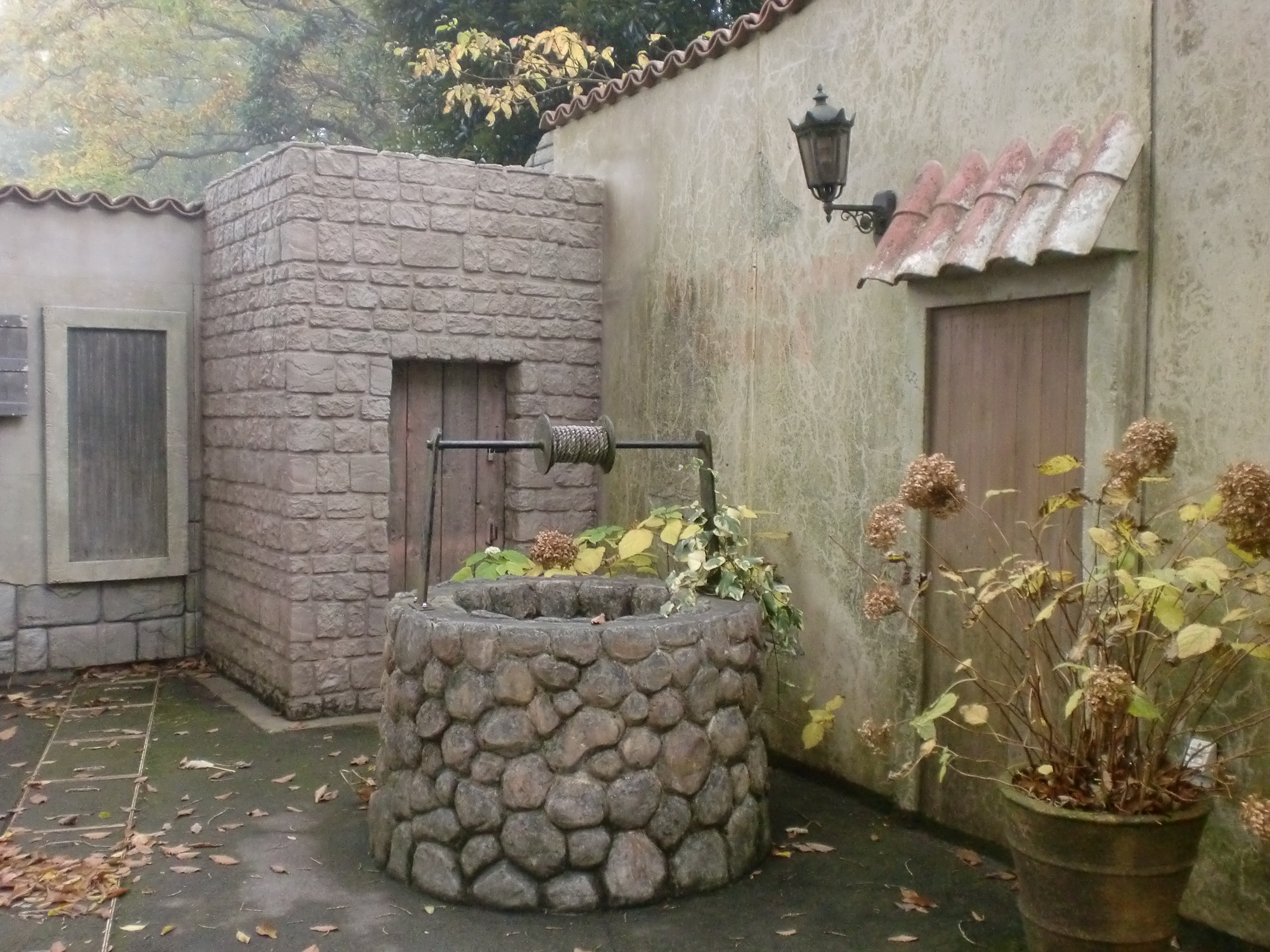
Le puits.
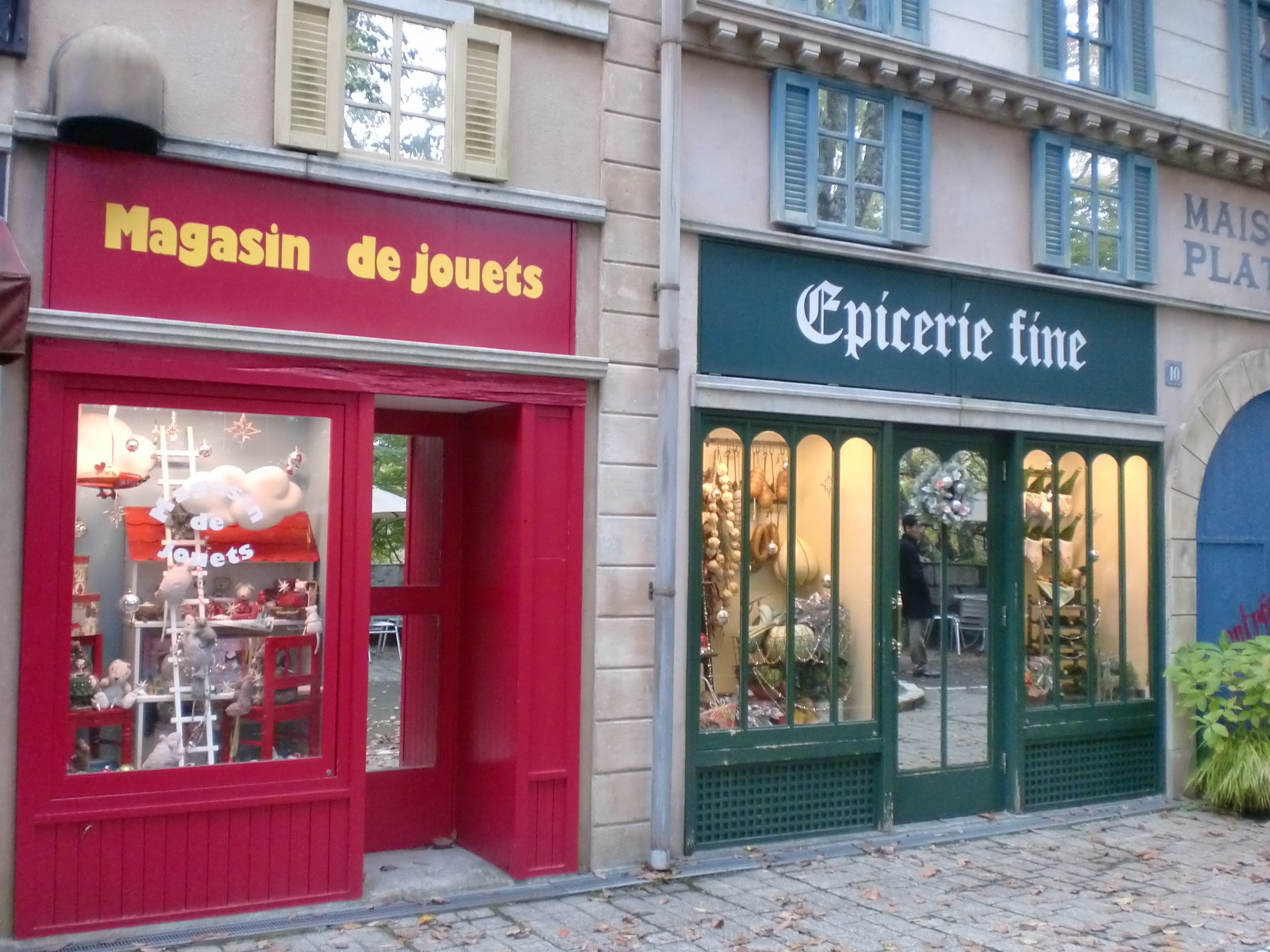
Musée du Petit Prince à Hakone.
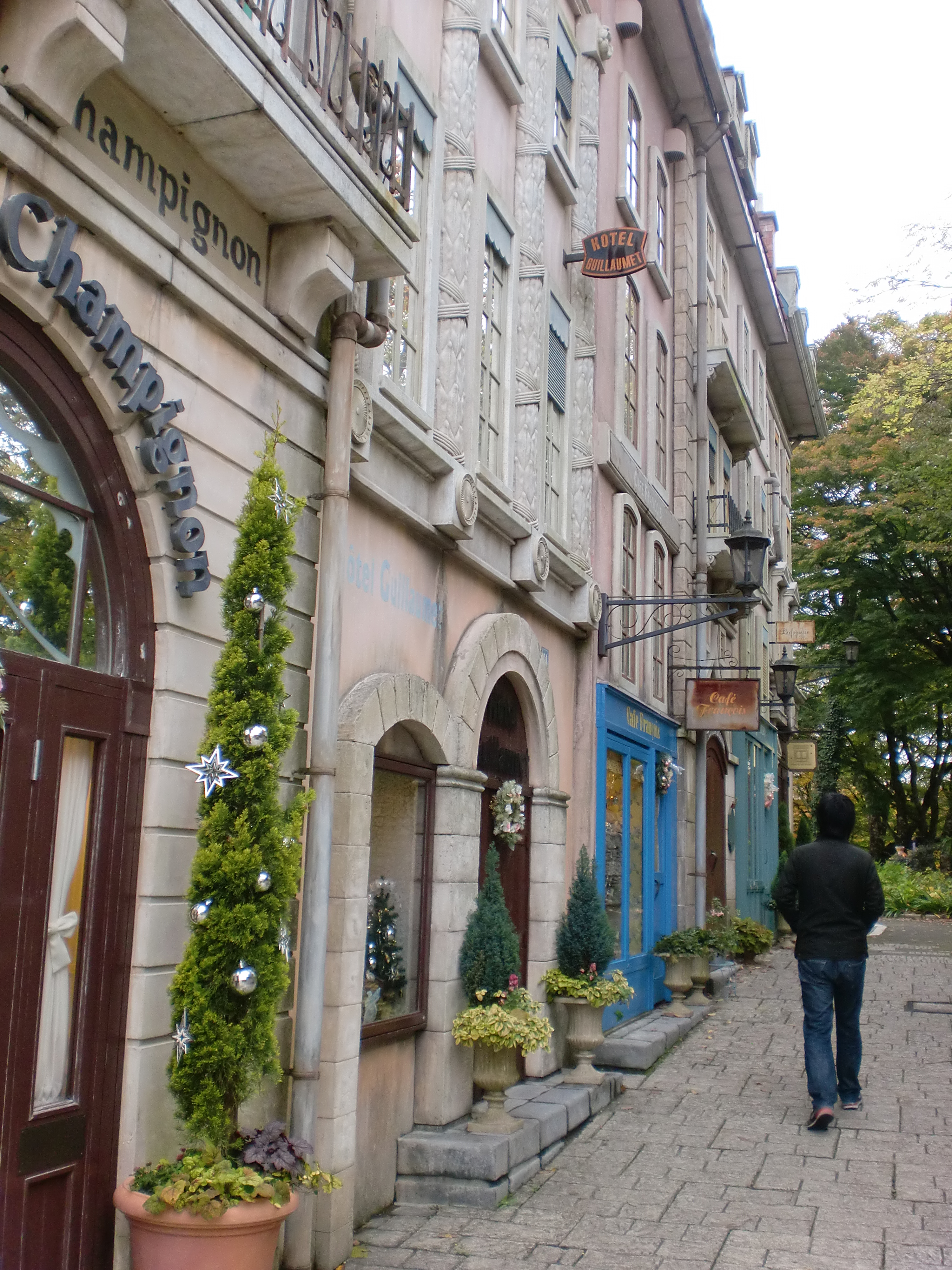
Musée du Petit Prince à Hakone.
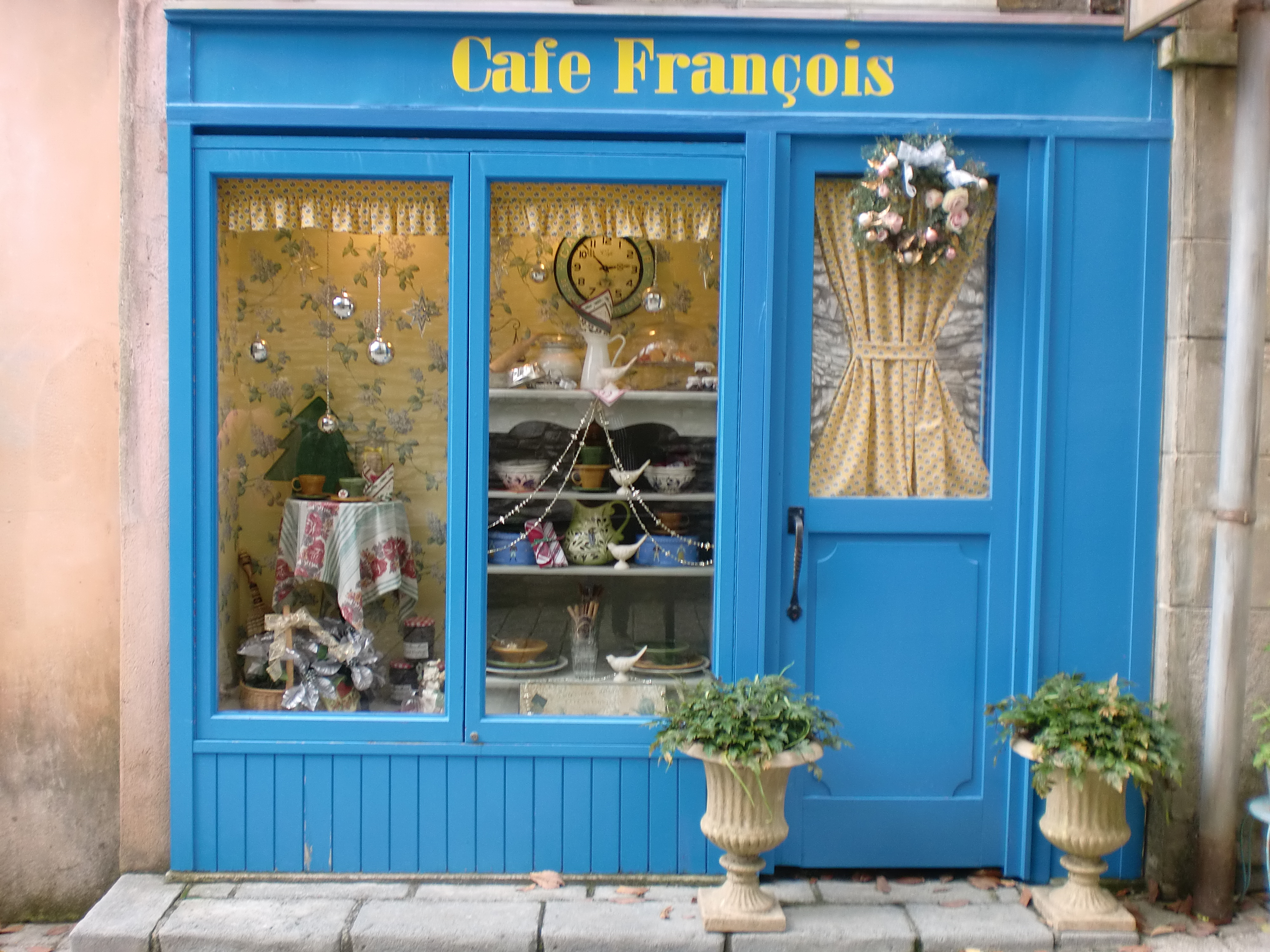
Musée du Petit Prince à Hakone.